# Cinema International Corporation
Pour les articles homonymes, voir CIC.
Cinema International Corporation (CIC) fondée en 1971 et dissoute en 1981, est une coentreprise de distribution de films américaine entre Paramount Pictures (alors propriété de Gulf+Western) et Universal Pictures (alors filiale de MCA) destinée à distribuer les films de ces studios hors-États-Unis et Canada.

## Historique
En 1973, MGM ferme sa branche de distribution et confie pour 17 millions de dollars et pour 10 ans à CIC la distribution de ses films. CIC entre dans le marché de l'édition vidéo et créée CIC Video, qui distribue les films Paramount et Universal dans le monde entier. Cependant, MGM possède sa propre ligne, qui deviendra plus tard une coentreprise avec CBS sous le nom de MGM/CBS Home Video (plus tard connue sous le nom de MGM/UA Home Video, dirigée par Warner Home Video).
En 1981, MGM prend le contrôle de United Artists, qui possède son propre réseau de distribution de film. CIC refuse de lui laisser recouvrer ses droits de distribution. MGM rejoint finalement CIC, qui est renommée en United International Pictures.
Le nom de CIC perdure jusqu'à la fin des années 1990 en tant qu'éditeur vidéo jusqu'à ce qu'Universal rachète PolyGram et réorganise sa division vidéo sous le nom d'Universal, tandis que Paramount prend l'entier contrôle de CIC Video et la fusionne avec sa propre division vidéo.

## Films distribués par Cinema International Corporation
- 1970 : Le Conformiste de Bernardo Bertolucci
- 1971 : Le Souffle au cœur de Louis Malle
- 1972 : Pic et pic et colegram de Rachel Weinberg
- 1972 : À la guerre comme à la guerre de Bernard Borderie
- 1973 : Le Serpent d'Henri Verneuil
- 1974 : Conversation secrète de Francis Ford Coppola
- 1975 : Que la fête commence... de Bertrand Tavernier
- 1976 : Le Locataire de Roman Polanski
- 1981 : Les Aventuriers de l'arche perdue de Steven Spielberg